# Kriens
Kriens (toponimo tedesco) è un comune svizzero di 28 983 abitanti del Canton Lucerna, nel distretto di Lucerna Campagna; ha il titolo di città.

## Geografia fisica

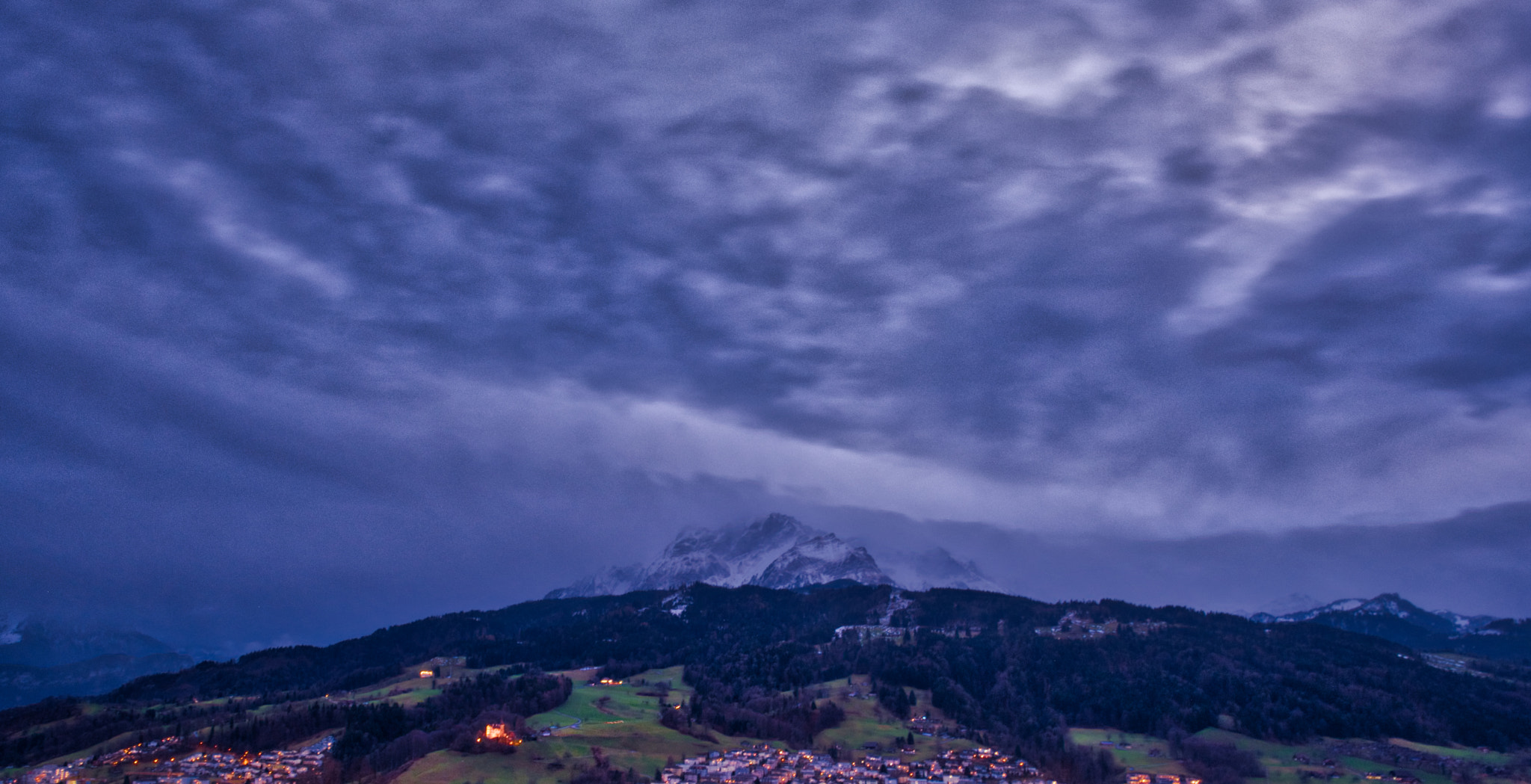
Il monte Pilatus visto da Kriens

Il territorio del comune di Kriens si estende tra il versante settentrionale del monte Pilatus e la piana alluvionale ai suo piedi.

## Storia
Nel 1845 ha inglobato la frazione di Hergiswald, fino ad allora parte del comune di Lucerna.

### Simboli
L'orso è considerato l'animale simbolo del patrono san Gallo, e viene normalmente rappresentato da solo, lo stemma di Kriens fa eccezione. Qui è rappresentato il santo che dona un pezzo di pane ad un orso. Ci sono due versioni della leggenda: la prima narra che san Gallo, di fronte all'improvvisa apparizione di un orso, gli chiese di raccogliere legna nella foresta per gettarla nel fuoco; come ricompensa l'orso ricevette del pane e gli fu chiesto di non tornare. Secondo un'altra leggenda, il santo offrì del pane a un orso e poi gli chiese di costruire l'abbazia di San Gallo. Nel 2017 Kriens divenne una città-comune, in quell'occasione fu deciso di rinnovare la sua immagine identitaria e la forma del pane che il santo porge all'orso venne ridisegnata. La vecchia versione mostrava un pane tondo, noto come "pane di San Gallo"; una seconda mostrava il tipico pane locale, il Luzerner Weggen; la versione definitiva presenta invece un pane indefinito.

## Monumenti e luoghi d'interesse
- Chiesa parrocchiale cattolica dei Santi Gallo e Otmaro, eretta nel 1685-1687 e ampliata nel 1890 e nel 1937-1939, con torre campanaria del XIII-XIV secolo[3];
- Chiesa parrocchiale cattolica di San Nicolao della Flüe, eretta nel 1953[3];
- Chiesa parrocchiale cattolica di San Francesco, eretta nel 1979[3];
- Chiesa riformata di San Giovanni, eretta nel 1940[3];
- Castello di Schauensee, costruito nel XIII secolo da Rudolf von Schauensee[3][6].

## Società

### Evoluzione demografica
L'evoluzione demografica è riportata nella seguente tabella:
Abitanti censiti

## Cultura

### Musei
- Museo Bellpark con sede nella villa Florida (dal 1991)[3].

## Geografia antropica
Il comune fa parte dell'area metropolitana di Lucerna.

## Economia
L'economia locale si basa prevalentemente sui settori secondario e terziario (turismo sul Sonnenberg e sul Pilatus) e sul pendolarismo in uscita verso Lucerna.

## Infrastrutture e trasporti

### Strade
L'autostrada A2 (E35) attraversa la parte orientale di Kriens. All'interno dei confini amministrativi del comune, a sudest, è presente l'uscita di Horw, mentre più a nord quella di Luzern-Kriens.

### Ferrovie

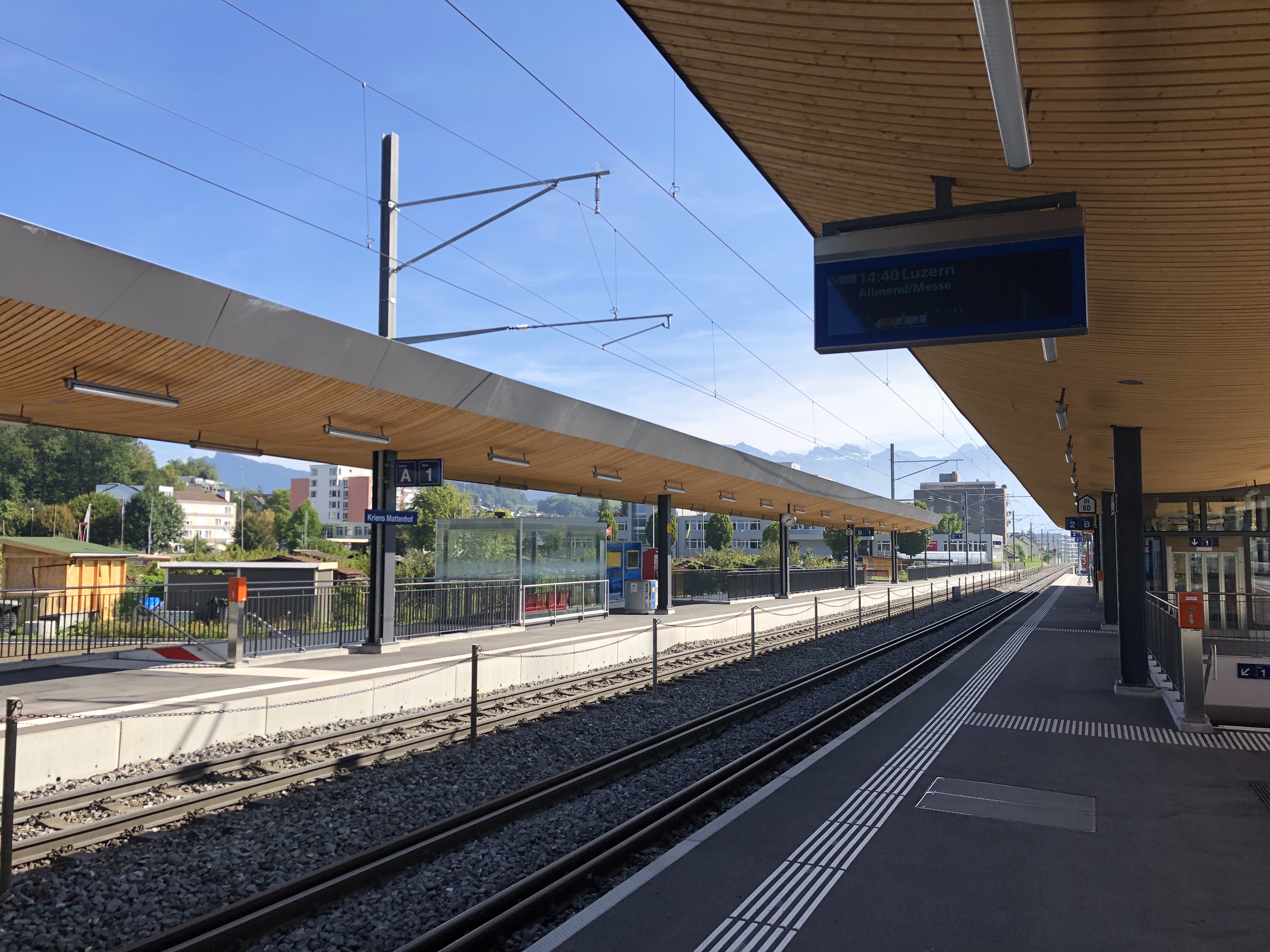
Il piazzale binari della stazione di Kriens Mattenhof.

Sul confine con Horw, nei pressi del quartiere di Mattenhof, è presente l'unica stazione ferroviaria del comune: la quella di Kriens Mattenhof, sulla linea del Brünig gestita dalla Zentralbahn, aperta nel 2003.
Dal 1897 fino al 2009 Kriens fu servita da una breve linea ferroviaria, dal 1900 aperta al solo servizio merci, che la collegava alla stazione di Lucerna.

### Impianti a fune

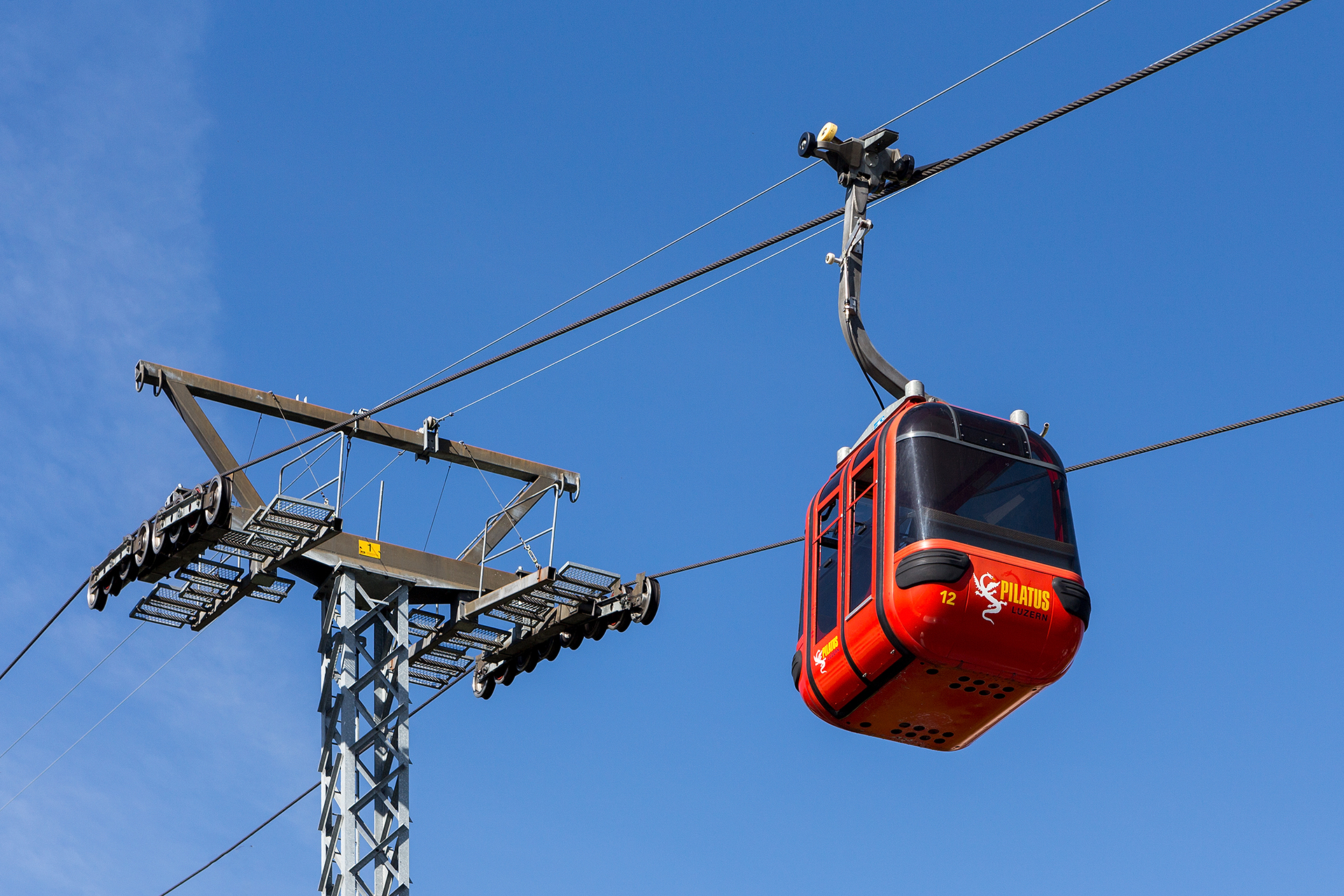
La funivia del Pilatus

La Sonnenbergbahn è una funicolare che collega il centro di Kriens alla vetta del Sonnenberg. Quella del Pilatus è invece raggiungibile dall'omonima funivia: la stazione di valle è collegata alla stazione di monte del Fräkmüntegg, a 1 416 m s.l.m. La seconda tratta funiviaria parte da Fräkmüntegg e sale fino a Pilatus Kulm, a 2 132 m s.l.m., dove si trova il capolinea della Pilatusbahn, una ferrovia a cremagliera che scende ad Alpnachstad, nel Canton Obvaldo.

### Mobilità urbana

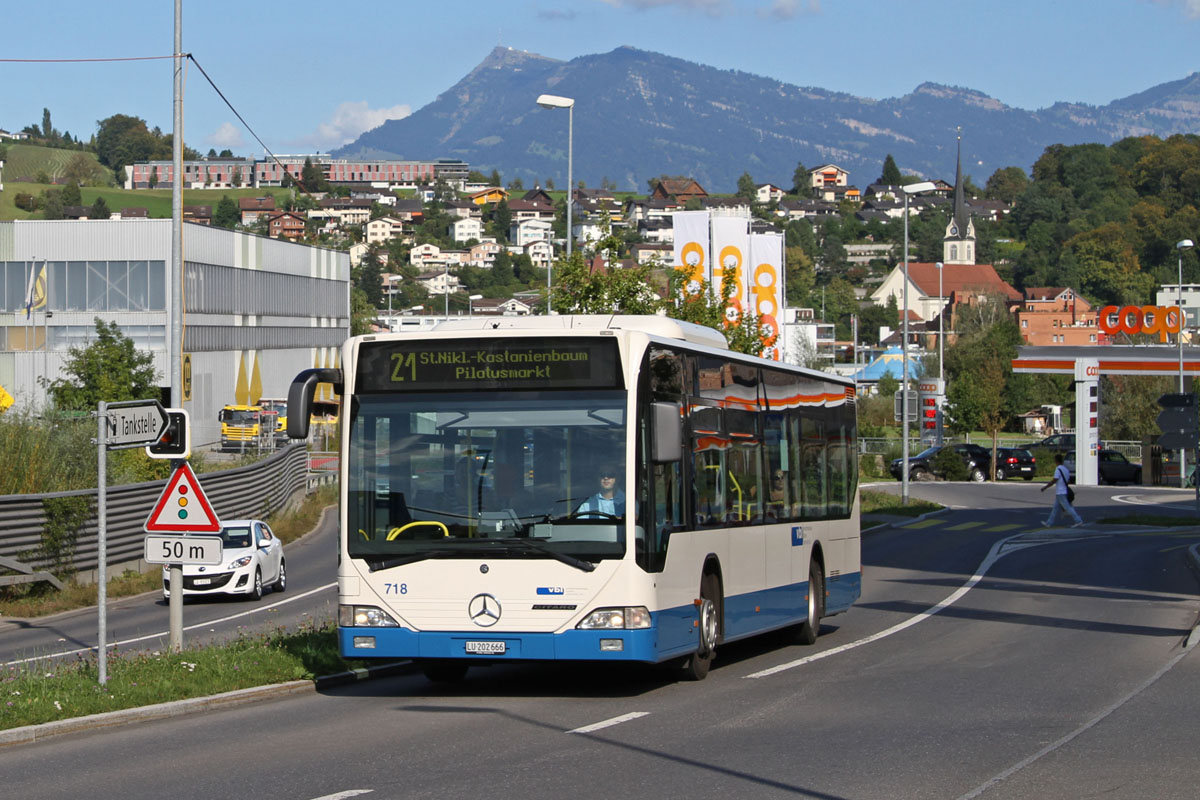
Un Mercedes Citaro della VBL in servizio sull'autolinea 21 a Kriens.

Il servizio passeggeri della ferrovia Kriens-Lucerna fu integrato nella rete tranviaria della capitale cantonale: fino al 1961 fu attiva infatti la tranvia 1 Kriens-Stazione di Lucerna-Maihof, poi sostituita dalla filovia 1. Nel 1986, la linea filoviaria fu prolungata da Kriens fino al quartiere di Obernau. Dal 2014, per rispondere alla crescita del volume di passeggeri trasportati, la filovia 1 è stata identificata come RBus (Rapid Bus) e sono impiegati filosnodati a tre casse. A servizio degli altri quartieri del comune sono presenti anche altre autolinee della rete di trasporto pubblico urbano della città di Lucerna, gestita dalla Verkehrsbetriebe Luzern (VBL).

## Amministrazione

### Gemellaggi
- San Damiano d'Asti, dal 1998[14]

## Sport

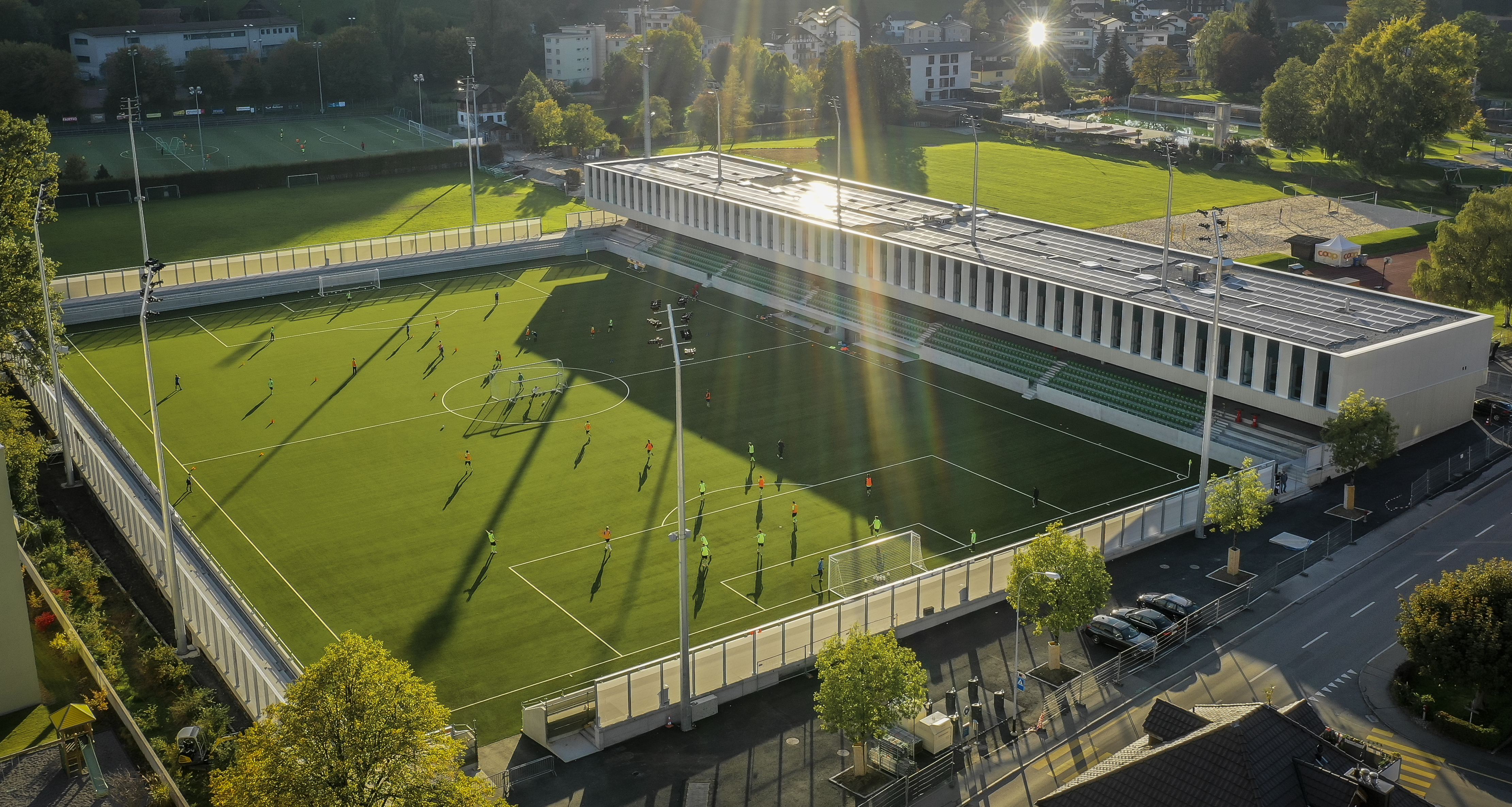
Lo Stadion Kleinfeld

A Kriens ha sede la società calcistica Sport Club Kriens che utilizza lo Stadion Kleinfeld.